# Luis Claro Solar
Luis Claro Solar (Santiago, 20 de enero de 1857 - Santiago, 19 de julio de 1945) fue un destacado abogado, político y jurista chileno. Fue senador de la República de Chile y presidente del Senado. Su mayor obra fue el tratado Explicaciones de Derecho Civil Chileno y Comparado compuesto por quince tomos. Fue también miembro del Cuerpo de Bomberos de Santiago, llegando a ser su Superintendente.

## Biografía

### Familia y estudios
Sus padres fueron José Luis Claro y Cruz y Amalia Solar Marín.
Sus primeros estudios los cursó en el Instituto Nacional, al cual ingresó en 1870, siendo rector de esa institución don Diego Barros Arana. En 1876 entró a estudiar en la Facultad de Derecho de la Universidad de Chile, titulándose el 3 de enero de 1880.
En 1884 contrajo matrimonio con Victoria Salas Errázuriz, con quien tuvo cuatro hijos: María, Héctor, Fernando y Gustavo.

### Carrera política

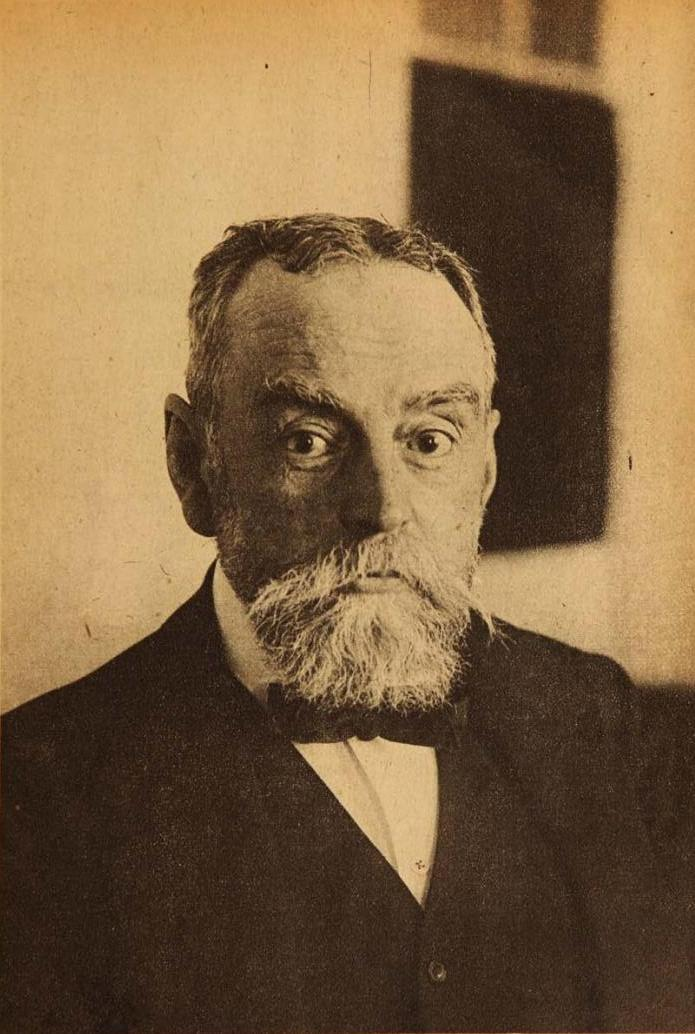
Luis Claro Solar (1916).

En la administración, sirvió el cargo de Subsecretario del Ministerio del Interior -llamado entonces Oficial Mayor- durante el gobierno del Presidente José Manuel Balmaceda. 
En 1912 volvió a la vida política al ser elegido senador por Aconcagua. Integró el Senado de Chile por dos períodos, hasta 1924, presidiéndolo desde 1920. En 1918 fue llamado al Ministerio de Hacienda, desde donde propugnó políticas monetarias que con posterioridad influirían en la creación del Banco Central.

### Carrera académica
Posteriormente se volcó al ejercicio de su profesión y a la docencia universitaria. En ambas actividades tuvo un desempeño sobresaliente. Enseñó Derecho civil en la Universidad de Chile. Su principal obra “Explicaciones de Derecho Civil Chileno y Comparado”, aunque incompleta debido a su muerte, es con seguridad el más importante texto de la doctrina civilista en Chile y uno de los más trascendentales en la doctrina latinoamericana.